# 24 ساعة للعيش (فلم)
24 ساعة للعيش (بالأنجليزية: 24 Hours to live) هو فيلم أثارة من أفلام العلمي الخيال لعام 2017 وهو بطولة إيثان هوك وشو تشينغ وبول أندرسون وليام كانينغهام وروتغر هاور وبعض من النجوم.

## القصة
إنه يتبع قاتلًا مهنيًا يقوم بعملية ثأرية للثأر والعثور على الفداء بعد تعرضه لإصابة قاتلة وإعادته إلى الحياة لمدة 24 ساعة باستخدام تقنية تم تطويرها حديثًا.

## روابط خارجية
- مقالات تستعمل روابط فنية بلا صلة مع ويكي بيانات